# Batang Batindih
Batang Batindih is een bestuurslaag in het regentschap Kampar van de provincie Riau, Indonesië. Batang Batindih telt 2123 inwoners (volkstelling 2010).